# Ribbingelund
Ribbingelund är en småort i Eskilstuna kommun i Södermanlands län belägen i Kjula socken.